# Мате Феньвеші
Мате Феньвеші (угор. Fenyvesi Máté, 20 вересня 1933, Яношхальма — 17 лютого 2022) — угорський футболіст, що грав на позиції нападника.

## Клубна кар'єра
Мате Феньвеші народився в 1933 році у містечку Яношхальма, на півдні Угорщини, населення якого становить близько 10 000 осіб. Футболом почав займатися в однойменному клубі. 1950 року він привернув до себе увагу селекціонерів клубу «Кечкемет», сталося це після того, як за рік до цього він отримав перший дорослий контракт у клубі «Яношхальма». У «Кечкеметі» Мате Феньвеші виступав протягом трьох років, до 1953 року.
Влітку 1953 року Мате Феньвеші підписав контракт зі столичним клубом «Ференцварош». Однак спочатку команда виступала не дуже вдало через обмеженість у розвитку, незважаючи на те, що за «Ференцварош» уболівала переважна більшість населення, сталіністське керівництв країни вирішило за краще фінансувати армійський клуб країни, Будапешт Гонвед, який в роки до і після народного повстання був найуспішнішою футбольною командою в Угорщині. Проте Феньвеші продовжував захищати кольори «Ференцвароша», і в 1965 році, вперше з моменту завершення Другої світової війни, команда завоювала міжнародний трофей. У сезоні 1964/65 років у Кубку ярмарків угорський клуб по черзі перегравав «Спартак» (Брно) з Чехословаччини, «Вінер Шпорт-Клуб» з Австрії, «Рому» з Італії, «Атлетік» (Більбао) з Іспанії, і, нарешті, легендарний «Манчестер Юнайтед» з Англії, а в фіналі турніру його чекав найгрізніший італійський клуб того часу, туринський «Ювентус». 40 000 глядачів стали свідками у фінальному поєдинку турніру на Олімпійському стадіоні як «Ференцварош», у складі якого виступали Шандор Матраї, Золтан Варга та Флоріан Альберт повівши в рахунку (1:0) благополучно довели поєдинок проти італійців до переможного завершення. Переможним для угорців голом на 74-ій хвилині матчу відзначився саме Мате Феньвеші.
За два роки до цього успіху на міжнародній арені команда стала переможцем національного чемпіонату, вперше з 1949 року. Це сталося в сезоні 1962/63 років, коли по завершенні змагання найближчий переслідувач «Ференцвароша», МТК, відстав на 6 очок. До завершення кар'єри у «Ференцвароші» в 1964, 1967 і 1968 років ще тричі вигав чемпіонат, після чого тріумфальний період в історії угорського клубу завершився. У сезоні 1967/68 років разом з командою знову вийшов до фіналу Кубку ярмарків. Проте цього разу «Ференцварош» поступився з рахунком 0:1 англійському клубу «Лідс Юнайтед».

## Кар'єра у збірній
У період з 1954 по 1966 рік Мате Феньвеші зіграв 72 матчі у футболці національної збірної Угорщини з футболу. Його виступи припали не період занепаду угорської збірної. Півзахисник дебютував 19 вересня 1954 року у матчі проти Румунії, це був перший поєдинок збірної Угорщини після несподіваною поразки в фіналі чемпіонату світу у Берні, першої поразки за останні чотири роки та 32 зіграні матчі. Після поразки від збірної Нідерландів на «Ванкдорфі» у збірної Угорщини знову розпочалася переможна серія, але через початок Угорської революції 1956 року ряд зіркових угорців виїхало до Іспанії й ця серія раптово перервалася. Кінець великої епохи для угорського футболу ознаменував Чемпіонат світу з футболу 1958 року. Команда разом з трьома представниками «золотого покоління» угорських футболістів (уже досить вікових) Дьюлою Грошичем, Йожефом Божиком та Нандором Хідегкуті не досягла особливих успіхів, і як діючий чемпіон світу ще у попередньому раунді припинила виступи на турнірі.
Чотири роки по тому, у 1962 році, на Чемпіонат світу з футболу у Чилі, ситуація дещо покращилася, оскільки до команди залучили декількох талановитих гравців, таких як Ференц Шипош, Лайош Тіхі та Карой Шандор, оновлена угорська збірна, навіть на груповому етапі переграла Англію, проте поступилася у чвертьфіналі, збірній Чехословаччини, й припинила свої виступи на турнірі. Аналогічна ситуація склалася й на чемпіонаті світу в 1966 року в Англії, де після вдалого виступу у груповому етапі, вже у чвертьфіналі Радянський Союз завадив угорцям пройти до наступного раунду. Цей програний (1:2) матч на Рокер Парк у Сандерленді став не лише останнім для збірної Угорщини на Чемпіонаті світу до 1978 року, а й останнім 33-річного Мате Феньвеші у національній збірній. Протягом своєї кар'єри у збірній зіграв 72 матчі та відзначився 8-ма голами.

## Після завершення кар'єри
Після завершення кар'єри футболіста в 1969 році він деякий час тренував старшу вікову групу молодих гравців та займався спорідненими видами діяльності. У 1989—1990 роках відбулися значні зміни в політичному житті Угорщини, почала створюватися демократична система, в цей час Мате Феньвеші йде у політику. З 1990 по 2002 рік був депутатом Незалежної партії дрібних господарів в угорському парламенті.

## Досягнення

### Клубні
Ференцварош
- Чемпіонат Угорщини
  -  Чемпіон (4): 1963 (весна), 1964, 1967, 1968
  -  Срібний призер (3): 1960, 1965, 1966
  -  Бронзовий призер (1): 1954, 1955, 1958, 1962, 1963 (осінь), 1969
- Кубок Угорщини
  -  Володар (1): 1958
  -  Фіналіст (1): 1966
- Кубок ярмарків
  -  Володар (1): 1964/65
  -  Фіналіст (1): 1967/68

### У збірній
- Чемпіонат Європи
  -  Бронзовий призер (1): 1964

### Особисті досягнення
- Спортсмен року Угорської Народної Республіки (1955)
- Володар Офіцерського Хреста угорського ордена за заслуги (1994)
- Володар Угорського ордена «Хрест за Заслуги» (2013)